# 세계는 당신의 색이 된다
〈세계는 당신의 색이 된다〉(世界はあなたの色になる 세카이와아나타노이로니나루[*])는 B'z의 디지털 싱글이다.

## 개요
도호 계열 영화 《명탐정 코난: 순흑의 악몽》의 주제가이지만, 영화 개봉 시에는 발매되지 않고, 그 후의 DVD 밎 Blu-ray판의 발매에 맞춰서 2016년 10월 4일에 공개가 시작됐다. 
또, 2016년 5월 14일부터는 ytv · NTV 계열의 애니메이션 《명탐정 코난》 여는 곡이 되고 있다. 

## 미디어에서의 사용
- 애니메이션 영화 《명탐정 코난: 순흑의 악몽》 주제가.
- TV 애니메이션 《명탐정 코난》 여는 곡

## 수록곡
1. 세계는 당신의 색이 된다(世界はあなたの色になる) [5:00]
2011년 4월에 개봉된 《명탐정 코난: 침묵의 15분》의 주제가 〈Don't Wanna Lie〉 이래로 약 5년만이 되는 극장판 코난의 타이업이며, 영화 《명탐정 코난: 순흑의 악몽》을 위해서 작곡한 노래이다.[8][9][10][11][12][13][14][15][16][17][18][19][20].
영화 《명탐정 코난: 순흑의 악몽》에서 사용된 편곡과는 약간 다르며, 아우트로가 연장되어 있다.

## 차트
| 차트                               | 최고 순위 |
| ---------------------------------- | --------- |
| 아이튠즈 스토어 데일리 차트 (일본) | 1         |

### 내용주
1. ↑  영화의 DVD 및 Blu-ray의 발매 예정일은 10월 5일이였지만, 제작 진행 상의 문제로 10월 26일로 변경됐다[6].

### 참조주
1. ↑  “B'z 新曲「世界はあなたの色になる」配信スタート!!” [B'z 신곡 ‘세계는 당신의 색이 된다’ 공개 시작!!]. 《B'z 공식 사이트》 (일본어) (버밀리온 레코드). 2016년 10월 4일. 2016년 10월 6일에 확인함.
2. ↑  “B'z書き下ろし「コナン」映画主題歌、本日より配信リリース” [B'z가 작곡한 “코난” 영화 주제가, 오늘부터 디지털 발매]. 《음악 나탈리》 (일본어) (나타샤). 2016년 10월 4일. 2016년 10월 4일에 확인함.
3. ↑  “B'z『名探偵コナン』主題歌を配信リリース” [B'z “명탐정 코난” 주제가를 디지털 공개]. 《음악 뉴스》 (일본어) (ORICON STYLE). 2016년 10월 4일. 2016년 10월 4일에 확인함.
4. ↑  “B'z、新曲「世界はあなたの色になる」配信スタート” [B'z, 신곡 ‘세계는 당신의 색이 된다’ 공개 시작]. 《애니메 뉴스》 (일본어) (BARKS). 2016년 10월 4일. 2016년 10월 4일에 확인함.
5. ↑  “B'z、『名探偵コナン』主題歌の“世界はあなたの色になる”配信リリース決定！” [B'z, “명탐정 코난” 주제가인 ‘세계는 당신의 색이 된다’ 디지털 발매 결정!]. 《방악 뉴스》 (일본어) (RO69). 2016년 10월 4일. 2016년 10월 6일에 확인함.
6. ↑  “『劇場版名探偵コナン 純黒の悪夢(ナイトメア)』Blu-ray&DVD発売延期のお知らせ” [극장판 “명탐정 코난: 순흑의 악몽” Blu-ray&DVD 발매 연기 공지] (일본어). Being. 2016년 9월 20일. 2016년 10월 4일에 확인함.
7. ↑  “B'z 劇場版『名探偵コナン 純黒の悪夢』主題歌「世界はあなたの色になる」テレビアニメ『名探偵コナン』オープニングテーマとして5月14日から放送決定!!” [B'z 극장판 “명탐정 코난: 순흑의 악몽” 주제가 ‘세계는 당신의 색이 된다’ TV 애니메이션 “명탐정 코난” 여는 곡으로 5월 14일부터 방송 결정!!]. 《B'z 공식 사이트》 (버밀리온 레코드). 2016년 5월 12일. 2016년 10월 4일에 확인함.
8. ↑  이시가미 에미코 (2016년 2월 26일). “B'z、劇場版『コナン』主題歌を5年ぶり描き下ろし！黒の組織に迫る予告編も！” [B'z, 극장판 “코난” 주제가를 5년 만에 작곡! 검은 조직에 육박하는 예고편도!]. 《영화 뉴스》 (일본어) (시네마 투데이). 2016년 10월 4일에 확인함.
9. ↑  “【予告編】B'z、『名探偵コナン』主題歌を5年ぶりに担当！「いままでと違う気分で」” [【예고편】B'z, “명탐정 코난” 주제가를 5년 만에 담당! “지금까지와 다른 기분으로”]. 《방화 뉴스》 (일본어) (시네마 카페). 2016년 2월 26일. 2016년 10월 4일에 확인함.
10. ↑  “劇場版「名探偵コナン」第20弾主題歌は「B'z」の書き下ろし楽曲に決定！” [극장판 “명탐정 코난” 제20탄 주제가는 B'z의 작곡 노래로 결정!]. 《영화 뉴스》 (일본어) (영화.com). 2016년 2월 26일. 2016년 10월 4일에 확인함.
11. ↑  “B'z、5年ぶり劇場版「コナン」主題歌に決定” [B'z, 5년 만에 극장판 “코난” 주제가로 결정]. 《음악 나탈리》 (일본어) (나타샤). 2016년 2월 26일. 2016년 10월 4일에 확인함.
12. ↑  “B'zの主題歌流れる「名探偵コナン」予告編、天海祐希演じる謎の女も登場” [B'z의 주제가 흐르는 “명탐정 코난” 예고편, 아마미 유키가 연기하는 수수께끼의 여성도 등장]. 《영화 나탈리》 (일본어) (나타샤). 2016년 2월 26일. 2016년 10월 4일에 확인함.
13. ↑  “劇場版「コナン」主題歌はB'z「世界はあなたの色になる」！楽曲聴ける予告も” [극장판 “코난” 주제가는 B'z ‘세계는 당신의 색이 된다’! 노래 들을 수 있는 예고도]. 《코믹 나탈리》 (일본어) (나타샤). 2016년 2월 26일. 2016년 10월 4일에 확인함.
14. ↑  “B'z、5年ぶり5度目の劇場版『名探偵コナン』主題歌「今までと違う気分で制作」” [B'z, 5년 만에 5번째 극장판 “명탐정 코난” 주제가 ‘지금까지와 다른 기분으로 제작’]. 《예능 뉴스》 (일본어) (ORICON STYLE). 2016년 2월 26일. 2016년 10월 4일에 확인함.
15. ↑  “B'z、劇場版『名探偵コナン』主題歌は「世界はあなたの色になる」” [B'z, 극장판 “명탐정 코난” 주제가는 ‘세계는 당신의 색이 된다’]. 《방악 뉴스》 (일본어) (BARKS). 2016년 2월 26일. 2016년 10월 4일에 확인함.
16. ↑  “劇場版『名探偵コナン 純黒の悪夢(ナイトメア)』主題歌はB'zが担当!?　5年ぶり5度目のタッグが実現” [극장판 “명탐정 코난: 순흑의 악몽” 주제가는 B'z가 담당!? 5년 만의 5번째 태그가 실현]. 《애니메이트 TV》 (일본어) (애니메이트). 2016년 2월 26일. 2016년 4월 6일에 원본 문서에서 보존된 문서. 2016년 10월 4일에 확인함.
17. ↑  타카하시 카츠노리 (2016년 2월 26일). “「名探偵コナン 純黒の悪夢」B'zが5年ぶり5度目の主題歌 新曲「世界はあなたの色になる」” [“명탐정 코난: 순흑의 악몽” B'z가 5년 만에 5번째 주제가 신곡 ‘세계는 당신의 색이 된다’]. 《영화/드라마 뉴스》 (일본어) (애니메! 애니메!). 2016년 10월 4일에 확인함.
18. ↑  “B'z：コナン劇場版20作目の主題歌を書き下ろし” [B'z : 코난 극장판 20번째 주제가를 작곡]. 《만탄 웹》 (일본어) (마이니치 신문사). 2016년 2월 26일. 2016년 4월 28일에 원본 문서에서 보존된 문서. 2016년 10월 4일에 확인함.
19. ↑  “B'z コナン映画5度目主題歌　興収120億円タッグ復活” [B'z 코난 영화 5번째 주제가 흥행 수입 120억 엔 태그 부활]. 《예능 뉴스》 (일본어) (Sponichi Annex). 2016년 2월 26일. 2016년 10월 4일에 확인함.
20. ↑  “B'z、5年ぶり劇場版コナン歌う「今までと違う気分で制作しました」” [B'z, 5년 만에 극장판 코난 노래하다 “지금까지와 다른 기분으로 제작했습니다”]. 《예능 뉴스》 (일본어) (스포츠 호치). 2016년 2월 26일. 2016년 3월 4일에 원본 문서에서 보존된 문서. 2016년 10월 4일에 확인함.
21. ↑  “16/10/04付iTunesトップソング：B’z新曲、iTunesで初の1位獲得！配信限定リリースで話題に” [16/10/04 iTunes 탑송 : B’z 신곡, 아이튠즈에서 첫 1위 획득! 디지털 발매로 화제에]. 《iTunes 탑송》 (일본어) (The Natsu Style). 2016년 10월 5일. 2016년 10월 12일에 확인함.

| 극장판 《명탐정 코난: 순흑의 악몽》 주제가                                               |                                 |                                                                |
| 이전 곡: 포르노그라피티 〈오!리발〉                                                      | B'z 〈세계는 당신의 색이 된다〉 | 다음 곡: 쿠라키 마이 〈도월교 ~그대를 생각하며~〉              |
| TV 애니메이션 《명탐정 코난》 여는 곡 2016년 5월 14일 (817화) ~ 2016년 12월 24일 (844화) |                                 |                                                                |
| 이전 곡: 이나바 코시 〈날개〉                                                            | B'z 〈세계는 당신의 색이 된다〉 | 다음 곡: 브레이커즈 〈수천의 미궁에서 수천의 수수께끼를 풀어〉 |